# 堡子店镇
堡子店镇，是中华人民共和国河北省唐山市遵化市下辖的一个乡镇级行政单位。

## 行政区划
堡子店镇下辖以下地区：
社区、堡子店村、孟家铺村、西新店子村、大曹各寨村、纪各庄村、大埝庄村、小埝庄村、温家庄村、小曹各寨村、南岭村、北岭村、张南洼村、张北洼村、十八里村、南小庄村、新寨村、旧寨村、北小庄村、东杨庄村、西杨庄村、南阁老湾村、北阁老湾村、亢港村、马坊岭村、小杨庄村、安定庄村、武庄子村、张七各庄村、梨园头村、官庄村、郎仲庄村和夏庄子村。